# Aleksander Brzeziński
Aleksander Brzeziński (ur. 25 lutego 1953 w Bliżynie) – polski naukowiec, prof. dr hab. o specjalności geodezja planetarna, geodynamika, teoria ruchu obrotowego Ziemi. Autor, promotor i recenzent licznych prac naukowych w zakresie astronomii geodezyjnej, kierownik Katedry Geodezji i Astronomii Geodezyjnej Wydziału Geodezji i Kartografii Politechniki Warszawskiej oraz w latach 2006–2011 Zakładu Geodezji Planetarnej Polskiej Akademii Nauk.

## Życiorys
Urodził się w 1953 roku w Bliżynie w ówczesnym województwie kieleckim. Ukończył szkołę podstawową w Sorbinie, gdzie w ósmej klasie zajął czwarte miejsce w województwie w konkursie matematycznym, co umożliwiło mu na dalszy rozwój naukowy poza rejonem. W 1972 roku ukończył klasę matematyczną w XIV Liceum Ogólnokształcące im. Klementa Gottwalda w Warszawie (ob. i przed wojną im. Stanisława Staszica), Jako uczeń klasy maturalnej został laureatem XXIII Olimpiady Matematycznej. Studia wyższe zaczął na Wydziale Matematyki i Mechaniki Uniwersytetu Warszawskiego wybierając specjalność „mechanika ciała stałego” i ukończył je w 1977 roku, uzyskując dyplom magistra matematyki z wyróżnieniem. Bezpośrednio po zakończeniu studiów podjął pracę w Zakładzie Geodezji Planetarnej Centrum Badań Kosmicznych PAN, początkowo jako stażysta, a od 1978 roku jako asystent. W latach 1979–1988 był zatrudniony w charakterze starszego asystenta.
W latach 1985–1987 odbył dwuipółletni staż naukowy w Instytucie Geodezji Teoretycznej Uniwersytetu Technicznego w Grazu. W 1986 roku otrzymał stopień doktora nauk fizycznych z ramienia Instytutu Geofizyki PAN za pracę „Zależność wyznaczeń elementów ruchu obrotowego Ziemi od przyjętego modelu jej budowy”, w 1988 roku zostając w Zakładzie adiunktem. Funkcję tę pełnił do 1992 roku gdy uzyskał stanowisko docenta, aż ostatecznie do dziś pełni funkcję profesora zwyczajnego, od 2011 roku będąc zatrudnionym w Instytucie na pół etatu.
Stopień doktora habilitowanego nauk przyrodniczych w zakresie geofizyki – teorii ruchu obrotowego Ziemi uzyskał w 1991 roku w Instytucie Geofizyki PAN na podstawie rozprawy „Polar motion and excitation functions”. W latach 1992–1994 przebywał w Instytucie Geodezji Fizycznej Uniwersytetu Technicznego w Darmstadt jako stypendysta Fundacji Humboldta, gdzie m.in. współtworzył monografię „The Earth and its Rotation: Low Frequency Geodynamics”. W 2000 roku otrzymał z rąk Prezydenta Rzeczypospolitej Polskiej Aleksandra Kwaśniewskiego tytuł profesora nauk technicznych.
Od 2007 roku związany z Wydziałem Geodezji i Kartografii Politechniki Warszawskiej, gdzie początkowo zajmował stanowisko profesora nadzwyczajnego, a od 2014 roku profesora zwyczajnego. W 2012 roku został kierownikiem Katedry Geodezji i Astronomii Geodezyjnej oraz członkiem senackiej komisji ds. Kadr Politechniki Warszawskiej.

## Działalność naukowa
Prowadzi na Politechnice Warszawskiej wykłady z przedmiotów takich jak algebra liniowa w geodezji, mechanika nieba – technologie wyznaczania orbit czy zaawansowane metody opracowywania obserwacji oraz geofizyka. Wcześniej prowadził również semestralny wykład autorski z ćwiczeniami „Wybrane działy mechaniki nieba” dla studentów
czwartego roku Wydziału Geodezji i Kartografii oraz uczestniczył w prowadzeniu wykładu z ćwiczeniami „Geodezja satelitarna i grawimetria” dla studentów piątego roku Wydziału Fizyki Uniwersytetu Warszawskiego.
W latach 1979–1980 brał udział w przygotowaniu projektu satelitarnego DIDEX, zajmując się kwestią stabilizacji grawitacyjnej satelity krążącego po orbicie. Od 1991 roku jest członkiem Międzynarodowej Unii Astronomicznej, gdzie był kolejno: w latach 1997–2003 członkiem Komitetu Organizacyjnego Komisji 19. Ruch Obrotowy Ziemi, wiceprzewodniczącym Komisji w latach 2003–2006 i jej przewodniczącym w latach 2006–2009. Jest także członkiem Międzynarodowej Asocjacji Geodezji, od 2011 roku jej honorowy członek. Od maja 1992 roku członek korespondent Międzynarodowej Służby Ruchu Obrotowego Ziemi i Systemów Odniesienia, od 2013 roku członek IERS Directing Board. W latach 2011–2015 członek Komitetu Naukowego Globalnego Geodezyjnego Systemu Obserwacyjnego.
Ponadto jest członkiem Polskiego Towarzystwa Astronomicznego, Towarzystwa Naukowego Warszawskiego, Societas Humboldtiana Polonorum, kolegium redakcyjnego Artificial Satellites, Komitetu Geodezji PAN, Komitetu Badań Kosmicznych i Satelitarnych PAN oraz sekretarzem Komitetu Narodowego ds. Współpracy z Międzynarodową Unią Geodezji i Geofizyki.
Przez trzy kadencje (1996-2007) pełnił funkcję sekretarza Rady Naukowej Centrum Badań Kosmicznych PAN. Kierował sześcioma projektami badawczymi Komitetu Badań Naukowych oraz Ministerstwa Nauki i Szkolnictwa Wyższego dotyczącymi m.in. analizy zaburzeń parametrów orientacji Ziemi, modelowania geofizycznego pobudzania ruchu obrotowego Ziemi, geofizycznych perturbacji nutacji i ruchu bieguna ziemskiego czy roli oceanu w generowaniu nieregularnych zaburzeń rotacji Ziemi. Był promotorem dwóch przewodów doktorskich uzyskanych z wyróżnieniem, opiekunem prac magisterskich, recenzentem prac doktorskich, habilitacyjnych i autorem ocen dorobku naukowego w krajowych przewodach profesorskich i zagranicznych odpowiednikach.
Opublikował ponad 100 prac i artykułów naukowych w wydawnictwach o zasięgu światowym, które doczekały się ponad 1100 cytowań. Wygłaszał też liczne referaty na międzynarodowych konferencjach naukowych. Był członkiem komitetów naukowych bądź współorganizatorem około trzydziestu konferencji międzynarodowych oraz sympozjów. Wielokrotnie recenzował prace złożone do druku w renomowanych czasopismach naukowych, m.in. „Manuscripta Geodaetica”, „Journal of Geodesy”, „Journal of Geophysical Research”, „Geophysical Research Letters”, „Journal of Geodynamics”, „Geophysical Journal International”, „Artificial Satellites”, „Reports on Geodesy”.

## Życie prywatne
Od 1978 roku w związku małżeńskim z Grażyną Brzezińską z domu Kucharską, trójka dzieci: Łukasz (ur. 1978), Agata (ur. 1981) i Marta (ur. 1997).
Członek Zarządu Towarzystwa Przyjaciół Ziemi Nad Kuźniczką, skupiającej mieszkańców gminy Bliżyn.

## Odznaczenia i wyróżnienia
W 1987 roku przyznano mu nagrodę naukową Wydziału III PAN za prace dotyczące teorii ruchu obrotowego Ziemi. W 1997 roku uzyskał nagrodę naukową Wydziału VII PAN im. E. Romera. Aleksander Brzeziński był uczestnikiem międzynarodowego zespołu badawczego, który został w 2003 roku uhonorowany europejską Nagrodą Kartezjusza za prace nad modelem precesji-nutacji Ziemi. W 2003 roku został także wyróżniony przez prezesa PAN nagrodą naukową za opracowanie modelu zaburzeń ruchu obrotowego Ziemi. W 2005 roku otrzymał Nagrodę Naukową im. Mikołaja Kopernika za osiągnięcia w dziedzinie geodezji w latach 2000–2004. W 2015 roku został laureatem pierwszej edycji konkursu o Nagrodę im. prof. Lubomira W. Barana za wyróżniające osiągnięcia naukowe i badawcze z zakresu geodezji i kartografii.
Za całokształt działalności naukowo-badawczej został odznaczony w 2016 roku przez Prezydenta Rzeczypospolitej Polskiej Złotym Krzyżem Zasługi.